# Estherwood
Estherwood és una població dels Estats Units a l'estat de Louisiana. Segons el cens del 2000 tenia 807 habitants.

## Demografia
Segons el cens del 2000, Estherwood tenia 807 habitants, 291 habitatges, i 215 famílies. La densitat de població era de 166,6 habitants/km².
Dels 291 habitatges en un 38,5% hi vivien nens de menys de 18 anys, en un 60,1% hi vivien parelles casades, en un 11% dones solteres, i en un 25,8% no eren unitats familiars. En el 22,7% dels habitatges hi vivien persones soles l'11% de les quals corresponia a persones de 65 anys o més que vivien soles. El nombre mitjà de persones vivint en cada habitatge era de 2,77 i el nombre mitjà de persones que vivien en cada família era de 3,28.
Per edats la població es repartia de la següent manera: un 29,5% tenia menys de 18 anys, un 11,5% entre 18 i 24, un 27,4% entre 25 i 44, un 21,1% de 45 a 60 i un 10,5% 65 anys o més.
L'edat mediana era de 32 anys. Per cada 100 dones de 18 o més anys hi havia 92,9 homes.
La renda mediana per habitatge era de 29.444 $ i la renda mediana per família de 33.125 $. Els homes tenien una renda mediana de 24.821 $ mentre que les dones 16.250 $. La renda per capita de la població era de 12.211 $. Entorn del 13,6% de les famílies i el 15% de la població estaven per davall del llindar de pobresa.

## Poblacions més properes
El següent diagrama mostra les poblacions més properes.